# Johann Conrad Sickel

Johann Conrad Sickel. Gemälde von Anton Graff, 1805.

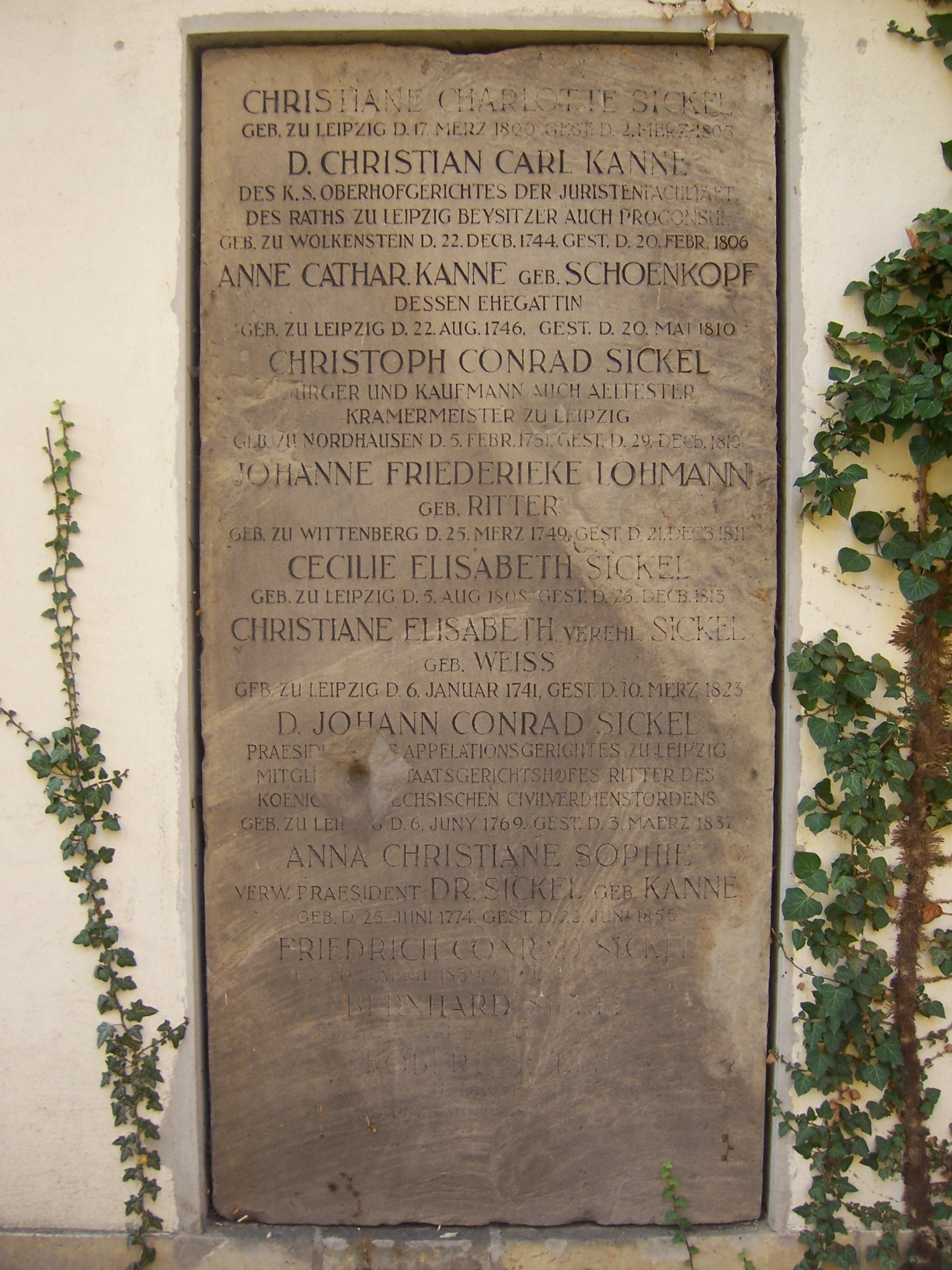
Grabplatte Johann Conrad Sickel, Alter Johannisfriedhof Leipzig

Johann Conrad Sickel (* 6. Juni 1769 in Leipzig; † 3. März 1837 ebenda) war ein sächsischer Jurist und zwischen 1823 und 1829 viermal Bürgermeister der Stadt Leipzig.

## Werdegang
Der Sohn eines Leipziger Kramermeisters wurde 1799 in den Leipziger Rat gewählt. 1805 wurde er mit dem Amt des Stadtrichters betraut. Es folgten die Ernennung zum Scabinus (1810), zum ordentlichen Consistorialassessor (1812) und zum Königlich-Sächsischen Hofrat (1822).
In den Jahren 1823, 1825, 1827 und 1829 war Sickel Bürgermeister der Stadt Leipzig.
Ab 1833 war er Mitglied des Königlichen Staatsgerichtshofes, ab 1835 Königlich-Sächsischer Appellationsgerichtspräsident in Leipzig.
Sickel war verheiratet mit Anna Christiane, geb. Kanne (* 1774 in Leipzig; † 1855), mit der er drei Kinder hatte, darunter der Jurist und Politiker Konrad Sickel (1802–1881).